# 10285 Renémichelsen
10285 Renémichelsen este un asteroid din centura principală de asteroizi.

## Descriere
10285 Renémichelsen este un asteroid din centura principală de asteroizi. A fost descoperit pe 17 august 1982 la Observatorul La Silla de Claes-Ingvar Lagerkvist. Asteroidul prezintă o orbită caracterizată de o semiaxă mare de 2,35 ua, o excentricitate de 0,12 și o înclinație de 7,6° în raport cu ecliptica.